# 超低PM排出ディーゼル車認定制度
超低PM排出ディーゼル車認定制度（ちょうていピーエムはいしゅつディーゼルしゃにんていせいど ）とは、ディーゼル車からの排出ガス中に含まれる粒子状物質 (PM) が、従来の基準に対してどのくらい低減されたか示すための制度である。環境ラベリング制度のひとつ。

## 達成車の種類

### 75％低減レベル（☆☆☆）
- 長期規制に対し75％(1/4)低減。

#### 規制記号
非ハイブリッド
GVW3.5トン超え12トン以下 - PA-・PC-・PE-・PG-
同12トン超え - PJ-・PL-・PN-・PQ-

ハイブリッド
GVW3.5トン超え12トン以下 - VA-・VC-・VE-・VG-
同12トン超え - VJ-・VL-・VN-・VQ-

### 85％低減レベル（☆☆☆☆）
長期規制に対し85％低減。これは新長期規制に匹敵する。

#### 規制記号
非ハイブリッド
GVW3.5トン超え12トン以下 - PB-・PD-・PF-・PH-
同12トン超え - PK-・PM-・PP-・PR-

ハイブリッド 
GVW3.5トン超え12トン以下 - VB-・VD-・VF-・VH-
同12トン超え - VK-・VM-・VP-・VR-